# 贝壳找房
贝壳找房（Ke Holdings Inc.）又稱贝壳集团，是中華人民共和國一個二手房、新房和房屋出租資訊網站，成立于2017年11月21日。該網站通過抽取成交雙方的佣金來獲利。2020年8月13日，贝壳集团在纽交所挂牌上市。

## 外部連結
- 官方网站